# Вознесенська церква (Тростянець)
Вознесенська церква — храм у м. Тростянець, Сумської області, Охтирського району, збудований протягом 1905—1913 років.

## Загальні дані
Звели храм 1913 року у модному на той час цегляному русько-візантійському стилі. Головною особливістю цього стилю є фігурна кладка, що виконує роль основного декору. Над проектом будівлі працював всесвітньо відомий архітектор з Харкова Олексій Бекетов. Вознесенська церква в Тростянці в народі іменується Червоною, оскільки до сьогоднішнього дня зберегла первинний вигляд фасадів з червоної цегли.
5 березня 2024 року храм приєднався до Православної церкви України.

### Зовнішній вигляд
Церква обштукатурена тільки зсередини. Її добре видно на в'їзді у Тростянець з боку Охтирки. Над містечком височить 40-метрова дзвіниця храму. Рельєфні фасади рясніють арками і всілякими декоративними елементами із застосуванням лекальної цегли. Купольні завершення дзвіниці й основної будівлі шоломоподібні з позолоченими ребрами. Церква однокупольна, хрестоподібної конфігурації із дзвіницею. Характерна особливість її архітектури — розміщення дияконника і ризниці центрального нефа за бічними апсидами. Храм трьохпрестольний: головний із престолів — імені Вознесіння Господнього, граничні — Покрови Пресвятої Богородиці та Святителя Миколая. Інтер'єр прикрашений настінними розписами; плитка для підлоги — метлахська (дрібноформатна).

### Історія будівництва
Церкву було побудовано на прохання місцевих жителів на місці першого дерев'яного храму середини XVII століття, але знищеного пожежею на початку XIX століття. Новий цегляний храм заклали у 1905 році. На його зведення кошти пожертвували брати Юлій та Федір Кеніги, а також і прості мешканці Тростянця.

## Реконструкція
У 2008-2011 роках в церкві була проведена реконструкція: встановлені нові хрести на куполах, частково замінено покрівлю, підключенаефектна нічне підсвічування.